# 泗洪県
泗洪県（しこう-けん）は中華人民共和国江蘇省に位置する省直轄の県であり、しばらくの間、宿遷市の代理管轄下に置かれている。

## 歴史
1949年、泗南県・泗宿県・泗陽県の一部及び洪沢湖管理局が統合され泗洪県が設置された。当初は安徽省の管轄とされたが、1955年に江蘇省に移管されている。

## 行政区画
- 街道:青陽街道、大楼街道、重崗街道
- 鎮:双溝鎮、上塘鎮、魏営鎮、臨淮鎮、半城鎮、孫園鎮、梅花鎮、帰仁鎮、金鎖鎮、朱湖鎮、界集鎮、竜集鎮
- 郷:天崗湖郷、車門郷、瑤溝郷、石集郷